# Franz Conrad von Hötzendorf
Franz Conrad von Hötzendorff, född 11 november 1852 Penzing, död 25 augusti 1925 i Bad Mergentheim, var en österrikisk militär, greve och fältmarskalk i den österrikisk-ungerska armén. Åren 1906-1911 samt 1912-1917 var han chef för den österrikisk-ungerska generalstaben. 

## Biografi
Franz Conrad von Hötzendorf föddes den 11 november 1852 i Penzing som son till kavalleriöversten Franz Xaver Conrad och dennes hustru Barbara Kübler. 
Conrad blev officer vid infanteriet 1871, generalstabsofficer 1876, överste 1893, generalmajor och brigadchef 1899, fältmarskalklöjtnant och chef för 8:e fördelningen 1903, samt general 1908 och generalöverste 1915. Han utmärkte sig under fälttågen i Bosnien och Hercegovina 1878-82. 1877-91 var han lärare i taktik vid krigshögskolan i Wien. Under sin tid som chef för generalstaben arbetade han på höjandet av den österrikisk-ungerska arméns krigsduglighet. En konflikt med utrikesminister Alois Lexa von Aehrenthal fick honom att avgå 1911, men han återkallades i december 1912, och upphöjdes samtidigt till friherrligt stånd.
Conrad var en stark anhängare av en expansiv österrikisk-ungersk utrikespolitik. Han hade vid flera tillfällen föreslagit anfall mot Italien eller Serbien. 1914 fick han som generalstabschef äntligen möjlighet att skrida till verket. Conrads dilemma var att han snabbt ville besegra Serbien, men Tyskland begärde en offensiv mot Ryssland in i Polen. Det blev två offensiver. Conrad överskattade arméns förmåga att utföra hans komplicerade manövrer. Varken fälttåget mot Serbien eller mot Ryssland föll väl ut. Vid årets slut hade Österrike-Ungern tvingats ge upp Galizien och förlorat hundratusentals soldater.
Conrad ansågs dock vara en god strateg och ha stor del i planeringen inför segrarna mot ryssarna 1915. Den österrikisk-ungerska armén blev dock alltmer beroende av tyska förband för att fungera. Den nye kejsaren Karl I sökte en förhandlingsfred och efter den misslyckade offensiven vid Piave i Italien 1917 ersattes Conrad von Hötzendorf som generalstabschef av Arz von Straussenberg. Som ett resultat av den misslyckade offensiven i Sydtyrolen juni 1918, begärde Conrad avsked från armén, och förlänades grevlig värdighet.
Conrad avled den 25 augusti 1925 under en resa till den sydtyska orten Bad Mergentheim.
Under sin livstid var Conrad en flitig militär författare och låg bakom ett flertal militärteoretiska verk.